# Johann Peter Schmidt
Johann Peter Schmidt (* 20. April 1708 in Rostock; † 6. November 1790 in Schwerin) war ein deutscher Jurist, Hochschullehrer, Rektor der Universität Rostock und Minister.

## Leben
Johann Peter Schmidt war ein Sohn von Jonas Schmidt, Brauer und Senator in Rostock. Er besuchte die Große Stadtschule (Rostock). Ab Oktober 1722 studierte er zunächst Evangelische Theologie in Rostock, wechselte aber bald zum Studium der Rechtswissenschaften. Von 1726 bis 1728 reiste er zu Studienzwecken nach Königsberg, Danzig, Kloster Oliva und Greifswald, gefolgt von Studien an den Universitäten Halle, Wittenberg und Leipzig, wohin er den späteren sächsischen Hofrat und Zeremonienmeister Johann Julius Vieth von Golßenau (1713–1784) als Hofmeister begleitete.
1733 kehrte er nach Rostock zurück, machte im Winter 1733/34 sein juristisches Examen und wurde hier am 22. September 1735 unter Vorsitz von Ernst Johann Friedrich Mantzel zum Dr. jur. promoviert.
Schon im folgenden Jahr 1736 erfolgte seine Berufung als rätlicher ordentlicher Professor der Kodizes. 1738/39 war er Prokanzler der Juristischen Fakultät und in den akademischen Jahren 1738/39, 1740/41, 1741, 1742 und 1743 Dekan. 1737/38, 1743/44 und 1746/47 war er Rektor der Universität.
1750 ging er als Geheimer Kanzleirat zur Regierung des Herzogtums Mecklenburg-Schwerin nach Schwerin. 1752 wurde er Wirklicher Regierungs- und Lehnrat. Er war maßgeblich an der Ausarbeitung des Landesgrundgesetzlichen Erbvergleichs von 1755 beteiligt. 1763 wurde er Geheimer Rat und Minister.
In über 40 Dienstjahren beriet er drei Herzöge: Christian Ludwig, Friedrich und Friedrich Franz I.

## Schmidtsche Bibliothek
Johann Peter Schmidt hatte eine bemerkenswerte Sammlung juristischer Schriften, Mecklenburgica sowie zum Fastnachtsbrauchtum zusammengetragen. Dazu legte er ein Corpus Constitutionum Meclenburgicarum mit etwa 1300 fürstlichen Patenten von 1508 bis 1760 an.
Gebunden in 150 einheitlichen Sammelbänden unterschiedlichen Formats mit 6000 Drucken und Handschriften, kam diese Schmidtsche Bibliothek 1834 in die Großherzogliche Regierungsbibliothek Schwerin, heute Landesbibliothek Mecklenburg-Vorpommern.

## Auszeichnungen
- 1785 Prädikat Exzellenz

## Werke
- De jure imperatoris Rom-Germ. circa conferendos honores. Diss., 1734
- Fastel-Abends-Sammlungen, oder, Geschichtmäßige Untersuchung Der Fastel-Abends-Gebräuche in Mecklenburg : darinnen die feyerlichen Fastnachts-Gastereyen, und wesentliche Fastel-Abends-Gerichte, nahmentlich Kreutz-Kringel, und Heetwecken, geräucherte Schweins-Schincken, Mettwurst und Rindfleisch; dann auch das Fastnachts-Gesöff, Abstäupung der Heetwecken, Bringung des grünen Fastel-Abends, Verkleidung in allerhand Gestalten, Schlagung der Hunde, und sonstige Schwermereyen im Schreyen, Tantzen, Spielen u. s. f. nach ihrem ersten Ursprung, Nahmens-Ableitung, Grund, Ursache und Gelegenheit, erläutert, und anbey verschiedene Landübliche Sprich- und Scheltwörter, abergläubische Meinungen, Weisen und Gewohnheiten, aus denen Geschichten und Alterthümern erklähret werden / bey müßigen Stunden zusammen getragen Rostock : Warningck, [1742] (VD18 90415930), 2. Auflage unter dem Titel Geschichtsmäßige Untersuchung der Fastel-Abends-Gebräuche in Deutschland Rostock 1752

Digitalisat der 1. Auflage, Universitäts- und Landesbibliothek Sachsen-Anhalt
- Mecklenburgisches Münzkabinett. 1770